# Чешма на улица „Димитриос Полиоркитис“
Чешмата на улица „Димитриос Полиоркитис“ (на гръцки: Kρήνη στην οδό Δημητρίου Πολιορκητού) е историческа османска чешма в македонския град Солун, Гърция.
Чешмата е разположена в Горния град - старата турска махала, близо до Солунския картографски архив. Изградена е от камък и тухла, като на фасадата има фалшив тухлен свод. Реставрирана е и сравнително добре запазена. Ктиторският надпис на чешмата е изчезнал и годината на издигането ѝ е неизвестна.